# Sandro Pochesci
Sandro Pochesci (Roma, 9 ottobre 1963) è un allenatore di calcio ed ex calciatore italiano di ruolo centrocampista, tecnico dell'Aquila.

## Carriera

### Giocatore
La carriera di Sandro Pochesci da calciatore di ruolo centrocampista, iniziata nella compagine giovanile del Bettini Quadraro con sede nell'omonimo quartiere, si è svolta quasi interamente nei campionati dilettantistici. Le esperienze più significative e prolifiche sono state con le società laziali dell'A.C. Guidonia, dell'Ostia Mare Lido, della Fondana ma anche con gli emiliani del Sassuolo. Nella Spes di Monte Sacro ha rivestito il ruolo di capitano. Nei 1981 fu molto vicino a vestire la maglia del Pescara allenato in Serie B da Saul Malatrasi; solo a causa di un problema fisico fu costretto a rinunciare all'importante ingaggio.

### Allenatore
Inizia ad allenare nel 1998 in Prima Categoria con la Polisportiva della Borghesiana dove vince il campionato. Si trasferisce l'anno dopo al Torbellamonaca, dove nella prima stagione ricopre il ruolo di direttore tecnico, mentre l'anno seguente riprende ad allenare e porta la squadra arancionera dalla Promozione all'Eccellenza, vincendo il suo secondo campionato. Nel 2003 passa in Serie D al Guidonia, dove resta tre anni e raggiunge i play-off. Passa poi alla Viterbese in Serie C2 (ufficialmente come assistente in quanto non possedeva ancora il patentino necessario per allenare squadre professionistiche), dimettendosi da terzo in classifica per cambio di società. La stessa cosa gli capita all'Olbia, che allena per pochi mesi: da luglio a novembre 2007.
Guida poi vari club di Serie D come il Flaminia Civitacastellana (2008-09), il Monterotondo (2009-10), il Monterotondo Lupa (2011-12), il Cynthia (2012) e l'Ostiamare (2013-14). Ad ottobre 2014 viene scelto come allenatore del Fondi dopo l'acquisizione del club da parte dell'Università degli Studi "Niccolò Cusano": viene esonerato nel febbraio 2016 per motivi disciplinari, per poi tornare in carica a luglio dopo il ripescaggio della squadra in Lega Pro in sostituzione del tecnico Ferruccio Mariani, dimessosi per divergenze con la società. Dopo una stagione con il Fondi conclusasi al decimo posto e un accesso ai play-off, nel luglio 2017 viene chiamato in Serie B ad allenare la Ternana, appena acquisita da Stefano Bandecchi (proprietario dell'Università degli Studi "Niccolò Cusano"). 
Il 29 gennaio 2018, dopo il pareggio per 2-2 con la Salernitana, viene sollevato dall'incarico. Il 3 ottobre seguente ottiene l'abilitazione da allenatore di prima categoria.
Il 25 marzo 2019 viene ingaggiato dalla Casertana subentrando a Nello Di Costanzo e Raffaele Esposito sulla panchina campana e raggiunge i play off.
Il 2 ottobre 2019 viene messo sotto contratto dal Bisceglie per sostituire l'esonerato Rodolfo Vanoli. Il 25 novembre 2019 viene esonerato dopo aver racimolato solamente tre punti in nove partite.
Il 29 agosto 2020 viene nominato nuovo allenatore del Carpi. Il 21 gennaio 2021 viene sollevato dall'incarico assieme a tutto il suo staff; lascia la squadra al dodicesimo posto (ma con due partite da recuperare). Il 12 febbraio seguente viene richiamato a seguito delle dimissioni di Luciano Foschi e raggiunge la salvezza. Il 30 aprile 2021 viene squalificato per un mese dalla FIGC in seguito alle dichiarazioni rilasciate al termine del match contro la Triestina del 29 novembre scorso. Il suo posto verrà preso dal suo vice Emilio Coraggio. Nel corso dell'estate 2022 è stato vicino alla guida tecnica del Teramo, sfumata a causa dell'esclusione dalla Serie C del club abruzzese, e successivamente dell'Alessandria.
Dopo due anni di inattività, il 30 gennaio 2023 viene nominato allenatore della Juve Stabia, in quel momento quinta nel girone C di Serie C. Viene esonerato il 19 marzo seguente con la squadra undicesima avendo messo insieme una vittoria, due pareggi e sei sconfitte.
Il 27 settembre 2024 l'Avezzano del presidente Andrea Pecorelli lo ufficializza come tecnico della squadra marsicana impegnata in Serie D. Al termine del girone di andata rassegna le dimissioni e viene sostituito da Mirko Pagliarini.
Il 10 giugno 2025 viene nominato ufficialmente nuovo tecnico dell'Aquila in Serie D.

## Statistiche

### Statistiche da allenatore
Statistiche aggiornate al 4 agosto 2025.
| Stagione              | Squadra               | Campionato            | Campionato | Campionato | Campionato | Campionato | Coppe nazionali | Coppe nazionali | Coppe nazionali | Coppe nazionali | Coppe nazionali | Coppe continentali | Coppe continentali | Coppe continentali | Coppe continentali | Coppe continentali | Altre coppe | Altre coppe | Altre coppe | Altre coppe | Altre coppe | Totale | Totale | Totale | Totale | % Vittorie | Piazzamento      |
| Stagione              | Squadra               | Comp                  | G          | V          | N          | P          | Comp            | G               | V               | N               | P               | Comp               | G                  | V                  | N                  | P                  | Comp        | G           | V           | N           | P           | G      | V      | N      | P      | %          |                  |
| --------------------- | --------------------- | --------------------- | ---------- | ---------- | ---------- | ---------- | --------------- | --------------- | --------------- | --------------- | --------------- | ------------------ | ------------------ | ------------------ | ------------------ | ------------------ | ----------- | ----------- | ----------- | ----------- | ----------- | ------ | ------ | ------ | ------ | ---------- | ---------------- |
| 1999-2000             | Torbellamonaca Roma   | Prom.                 | 30         | 17         | 5          | 8          | -               | -               | -               | -               | -               | -                  | -                  | -                  | -                  | -                  | -           | -           | -           | -           | -           | 30     | 17     | 5      | 8      | 56,67      |                  |
| 2000-2001             | Torbellamonaca Roma   | Prom.                 | 30         | 21         | 7          | 2          | -               | -               | -               | -               | -               | -                  | -                  | -                  | -                  | -                  | -           | -           | -           | -           | -           | 30     | 21     | 7      | 2      | 70,00      | 1° (prom.)       |
| 2001-2002             | Torbellamonaca Roma   | Ecc.                  | 34         | 10         | 12         | 12         | CI-Ecc.         | ?               | ?               | ?               | ?               | -                  | -                  | -                  | -                  | -                  | -           | -           | -           | -           | -           | 34     | 10     | 12     | 12     | 29,41      | 10°              |
| 2002-2003             | Torbellamonaca Roma   | Ecc.                  | 34         | 12         | 10         | 12         | CI-Ecc.         | ?               | ?               | ?               | ?               | -                  | -                  | -                  | -                  | -                  | -           | -           | -           | -           | -           | 34     | 12     | 10     | 12     | 35,29      | 10°              |
| Totale Torbellamonaca | Totale Torbellamonaca | Totale Torbellamonaca | 128        | 60         | 34         | 34         |                 | -               | -               | -               | -               |                    |                    |                    |                    |                    |             |             |             |             |             | 128    | 60     | 34     | 34     | 46,88      |                  |
| 2003-2004             | Guidonia              | D                     | 34         | 13         | 14         | 7          | CI-D            | 2               | 1               | 0               | 1               | -                  | -                  | -                  | -                  | -                  | -           | -           | -           | -           | -           | 36     | 14     | 14     | 8      | 38,89      | 6°               |
| 2004-2005             | Guidonia              | D                     | 38         | 11         | 15         | 12         | CI-D            | 4               | 2               | 0               | 2               | -                  | -                  | -                  | -                  | -                  | -           | -           | -           | -           | -           | 42     | 13     | 15     | 14     | 30,95      | 10°              |
| 2005-2006             | Guidonia              | D                     | 34+1       | 14         | 12         | 8+1        | CI-D            | 8               | 4               | 3               | 1               | -                  | -                  | -                  | -                  | -                  | -           | -           | -           | -           | -           | 43     | 18     | 15     | 10     | 41,86      | 5°               |
| Totale Guidonia       | Totale Guidonia       | Totale Guidonia       | 107        | 38         | 41         | 28         |                 | 14              | 7               | 3               | 4               |                    |                    |                    |                    |                    |             |             |             |             |             | 121    | 45     | 44     | 32     | 37,19      |                  |
| 2006-mar. 2007        | Viterbese             | C2                    | 21         | 7          | 9          | 5          | CI-C            | 4               | 1               | 0               | 3               | -                  | -                  | -                  | -                  | -                  | -           | -           | -           | -           | -           | 25     | 8      | 9      | 8      | 32,00      | Dimiss.          |
| lug.-nov. 2007        | Olbia                 | C2                    | 12         | 4          | 2          | 6          | CI-C            | 4               | 1               | 2               | 1               | -                  | -                  | -                  | -                  | -                  | -           | -           | -           | -           | -           | 16     | 5      | 4      | 7      | 31,25      | Dimiss.          |
| 2008-2009             | Flaminia C.C.         | D                     | 34         | 11         | 11         | 12         | CI-D            | 2               | 0               | 0               | 2               | -                  | -                  | -                  | -                  | -                  | -           | -           | -           | -           | -           | 36     | 11     | 11     | 14     | 30,56      | 9°               |
| 2009-2010             | Monterotondo          | D                     | 34         | 15         | 9          | 10         | CI-D            | 1               | 0               | 1               | 0               | -                  | -                  | -                  | -                  | -                  | -           | -           | -           | -           | -           | 35     | 15     | 10     | 10     | 42,86      | 5°               |
| 2010-2011             | LVPA Frascati         | Ecc.                  | 34+5       | 25+2       | 4+1        | 5+2        | CI-Ecc.         | 8               | 3               | 3               | 2               | -                  | -                  | -                  | -                  | -                  | -           | -           | -           | -           | -           | 47     | 30     | 8      | 9      | 63,83      | 2°               |
| 2011-2012             | Monterotondo Lupa     | D                     | 34+1       | 10         | 10+1       | 14         | CI-D            | 1               | 0               | 0               | 1               | -                  | -                  | -                  | -                  | -                  | -           | -           | -           | -           | -           | 36     | 10     | 11     | 15     | 27,78      | 14° (retr.)      |
| lug.-nov. 2012        | Cynthia               | D                     | 10         | 2          | 1          | 7          | CI-D            | 2               | 0               | 1               | 1               | -                  | -                  | -                  | -                  | -                  | -           | -           | -           | -           | -           | 12     | 2      | 2      | 8      | 16,67      | Eson.            |
| ott. 2013-2014        | Ostia Mare            | D                     | 27         | 10         | 10         | 7          | CI-D            | -               | -               | -               | -               | -                  | -                  | -                  | -                  | -                  | -           | -           | -           | -           | -           | 27     | 10     | 10     | 7      | 37,04      | Sub., 6°         |
| ott. 2014-2015        | Fondi                 | D                     | 27         | 12         | 7          | 8          | CI-D            | -               | -               | -               | -               | -                  | -                  | -                  | -                  | -                  | -           | -           | -           | -           | -           | 27     | 12     | 7      | 8      | 44,44      | Sub., 8°         |
| 2015-feb. 2016        | Fondi                 | D                     | 25         | 11         | 8          | 6          | CI-D            | 3               | 2               | 1               | 0               | -                  | -                  | -                  | -                  | -                  | -           | -           | -           | -           | -           | 28     | 13     | 9      | 6      | 46,43      | Eson.            |
| 2016-2017             | Fondi                 | LP                    | 38+1       | 11         | 17+1       | 10         | CI-LP           | 2               | 1               | 0               | 1               | -                  | -                  | -                  | -                  | -                  | -           | -           | -           | -           | -           | 41     | 12     | 18     | 11     | 29,27      | 10°              |
| Totale Fondi          | Totale Fondi          | Totale Fondi          | 91         | 34         | 33         | 24         |                 | 5               | 3               | 1               | 1               |                    |                    |                    |                    |                    |             |             |             |             |             | 96     | 37     | 34     | 25     | 38,54      |                  |
| 2017-gen. 2018        | Ternana               | B                     | 23         | 3          | 13         | 7          | CI              | 1               | 0               | 0               | 1               | -                  | -                  | -                  | -                  | -                  | -           | -           | -           | -           | -           | 24     | 3      | 13     | 8      | 12,50      | Eson.            |
| mar.-giu. 2019        | Casertana             | C                     | 6+1        | 3          | 1          | 2+1        | CI-C            | -               | -               | -               | -               | -                  | -                  | -                  | -                  | -                  | -           | -           | -           | -           | -           | 7      | 3      | 1      | 3      | 42,86      | Sub., 9°         |
| ott.-nov. 2019        | Bisceglie             | C                     | 9          | 0          | 3          | 6          | CI-C            | 1               | 0               | 0               | 1               | -                  | -                  | -                  | -                  | -                  | -           | -           | -           | -           | -           | 10     | 0      | 3      | 7      | &0,00      | Sub., eson.      |
| 2020-2021             | Carpi                 | C                     | 32         | 9          | 11         | 12         | CI              | 1               | 0               | 0               | 1               | -                  | -                  | -                  | -                  | -                  | -           | -           | -           | -           | -           | 33     | 9      | 11     | 13     | 27,27      | Eson., sub., 15° |
| gen.-mar. 2023        | Juve Stabia           | C                     | 9          | 1          | 2          | 6          | CI-C            | -               | -               | -               | -               | -                  | -                  | -                  | -                  | -                  | -           | -           | -           | -           | -           | 9      | 1      | 2      | 6      | 11,11      | Sub., eson.      |
| ott. 2024-2025        | Avezzano              | D                     | 13         | 6          | 1          | 6          | CI-D            | -               | -               | -               | -               | -                  | -                  | -                  | -                  | -                  | -           | -           | -           | -           | -           | 13     | 6      | 1      | 6      | 46,15      | Sub., dimiss.    |
| 2025-2026             | L’Aquila              | D                     | 0          | 0          | 0          | 0          | CI-D            | -               | -               | -               | -               | -                  | -                  | -                  | -                  | -                  | -           | -           | -           | -           | -           | 0      | 0      | 0      | 0      | —          |                  |
| Totale carriera       | Totale carriera       | Totale carriera       | 631        | 240        | 197        | 194        |                 | 44              | 15              | 11              | 18              |                    |                    |                    |                    |                    |             |             |             |             |             | 675    | 255    | 208    | 212    | 37,78      |                  |

## Palmarès

### Giocatore

#### Competizioni regionali
- Eccellenza: 1

Guidonia: 1994-1995 (girone A)
- Promozione: 1

Fondi: 1983-1984 (girone B)

### Allenatore

#### Competizioni regionali
- Prima Categoria: 1

Borghesiana: 1998-1999
- Promozione: 1

Torbellamonaca: 2000-2001